# 金牛座111
金牛座111，又名BD+17 920，HD 35296、SAO 94526、HR 1780，是金牛座的一颗恒星，视星等为4.99，位于銀經187.2，銀緯-10.29，其B1900.0坐标为赤經5h 18m 35.2s，赤緯+17° -10.29′ 26″。